# Nelson (Wisconsin)
Nelson – miasto w Stanach Zjednoczonych, w stanie Wisconsin, w hrabstwie Buffalo.